# Gerard Pietersz Hulft
Gerard Pietersz Hulft (Amsterdam, 12 décembre 1621 — Colombo 10 avril 1656) est un général hollandais. En 1655, il a été envoyé à la tête d'une flotte à Ceylan, où il est mort au combat.

## Biographie
Hulft était le plus jeune fils du brasseur Pieter Hulft ; il était membre de la garde civique de Lastage, un quartier proche du port d'Amsterdam. Après avoir terminé ses études de droit, il a été nommé secrétaire du conseil urbain en 1645, un poste qu'il a conservé jusqu'en 1653. Il a servi sous Joan Huydecoper van Maarsseveen (en), Andries Bicker (en) et Cornelis de Graeff. En 1652, un navire marchand dans lequel il avait investi une fortune fut capturé par les Britanniques. Dans la guerre qui suivit, Hulft a engagé et entretenu à ses frais un groupe de 24 marins, parmi lesquels il a servi sous les ordres de l'amiral Witte de With (1654). Avant la guerre, il avait perdu son poste en raison d'un conflit administratif avec les bourgmestres, en refusant de modifier le texte d'une résolution. Il semble avoir été un ami du peintre Govert Flinck (1615-1660), qui a réalisé son portrait avant son départ pour l'Orient.

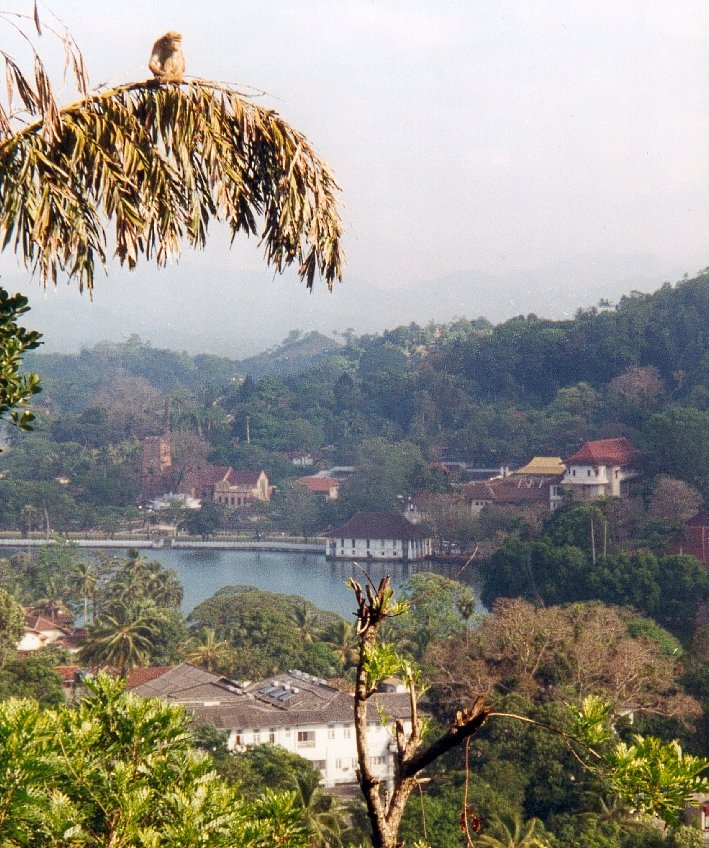
Le lac de Kandy depuis le Rajapihilla Mawatha ; on distingue à droite le toit doré du Temple de la Dent, et en haut à gauche un macaque à toque.

Il s'est alors engagé dans la Compagnie néerlandaise des Indes orientales (VOC), où son frère Joan était gouverneur, et est parti pour Batavia (l'actuelle Jakarta) en avril 1654, porteurs de lettres de nomination comme Gouverneur-général ou directeur-général des Indes. À son arrivée à Batavia en octobre, après six mois de voyage, il a rejoint le Conseil des Indes. En août 1655, l'habile Joan Maetsuycker l'a envoyé à Ceylan avec onze navires et 1 120 soldats. Sa mission était de finir d'y écraser les portugais. Hulft est arrivé à la mi-septembre à Negombo. Durant son séjour, il a maintenu de bonnes relations avec le roi de Kandy Râjasimha II, le plus puissant de l'île.

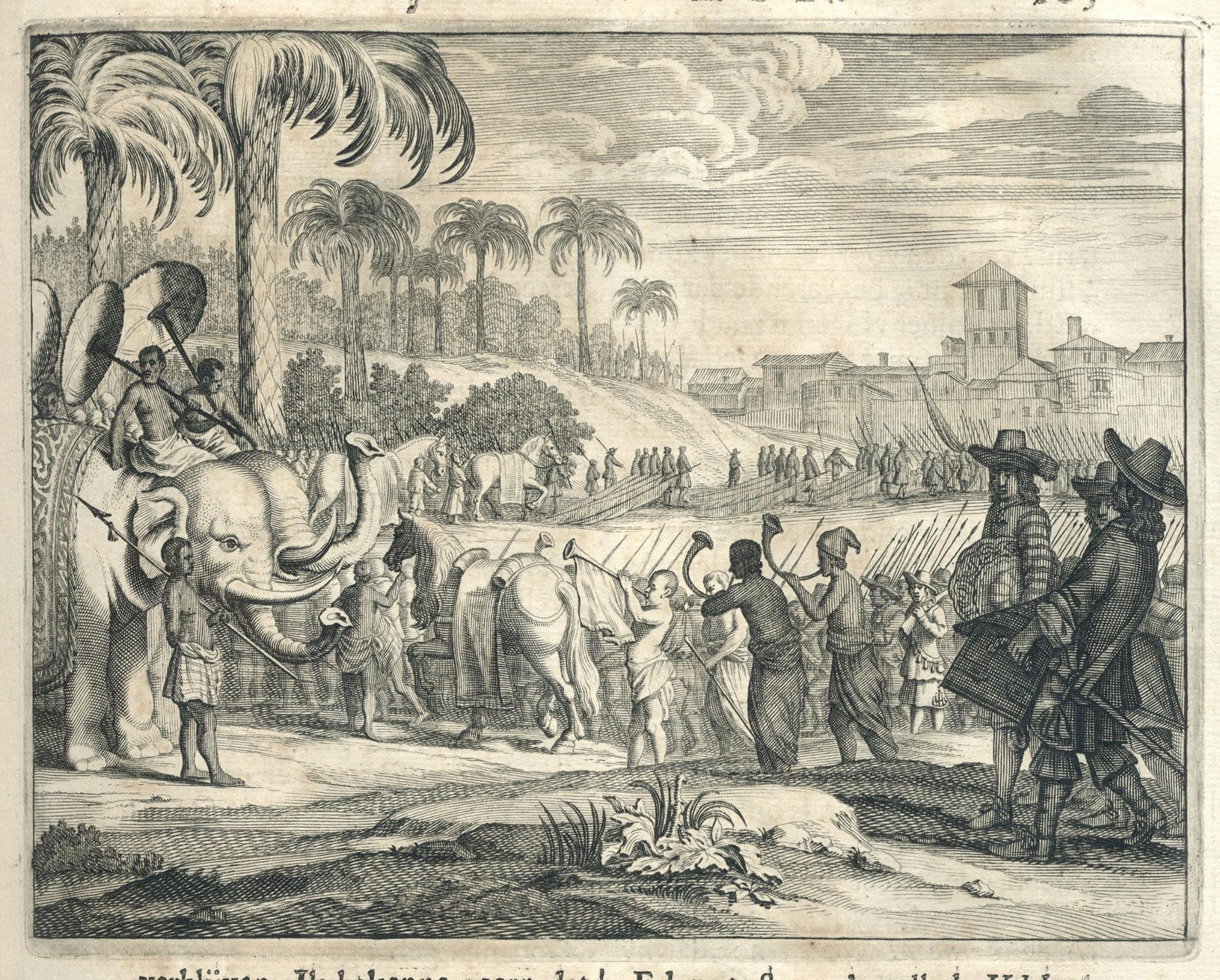
Arrivée de Hulft à la cour de Râjasimha II, gravure sur cuivre publiée vers 1672.

Hulft a affronté les Portugais à Kalutara, dans les environs du Panadura Moya Kata. Les hollandais s'emparèrent du fort par surprise et mirent le siège devant Colombo en octobre 1655. Lors de leur premier assaut, le 12 novembre, ils perdirent 300 hommes, plus 350 sérieusement blessés. Six mois plus tard, Hulft mourut à son tour au combat, atteint à l'épaule droite d'un coup d'arquebuse tiré depuis les fortifications. Cet événement eut lieu un mois avant la reddition de la ville et deux semaines après sa visite du Palais royal de Kandy, décrite par le pasteur et orientaliste Philippus Baldaeus. Son corps a été orné de fleurs et de fruits et transporté à Galle. Son enseigne Pieter de Bitter a porté la nouvelle à Batavia en même temps que celle de la victoire.
Le quartier de Hultsdorf (en), en périphérie de Colombo, lui doit son nom.